# Adolphe Blanc

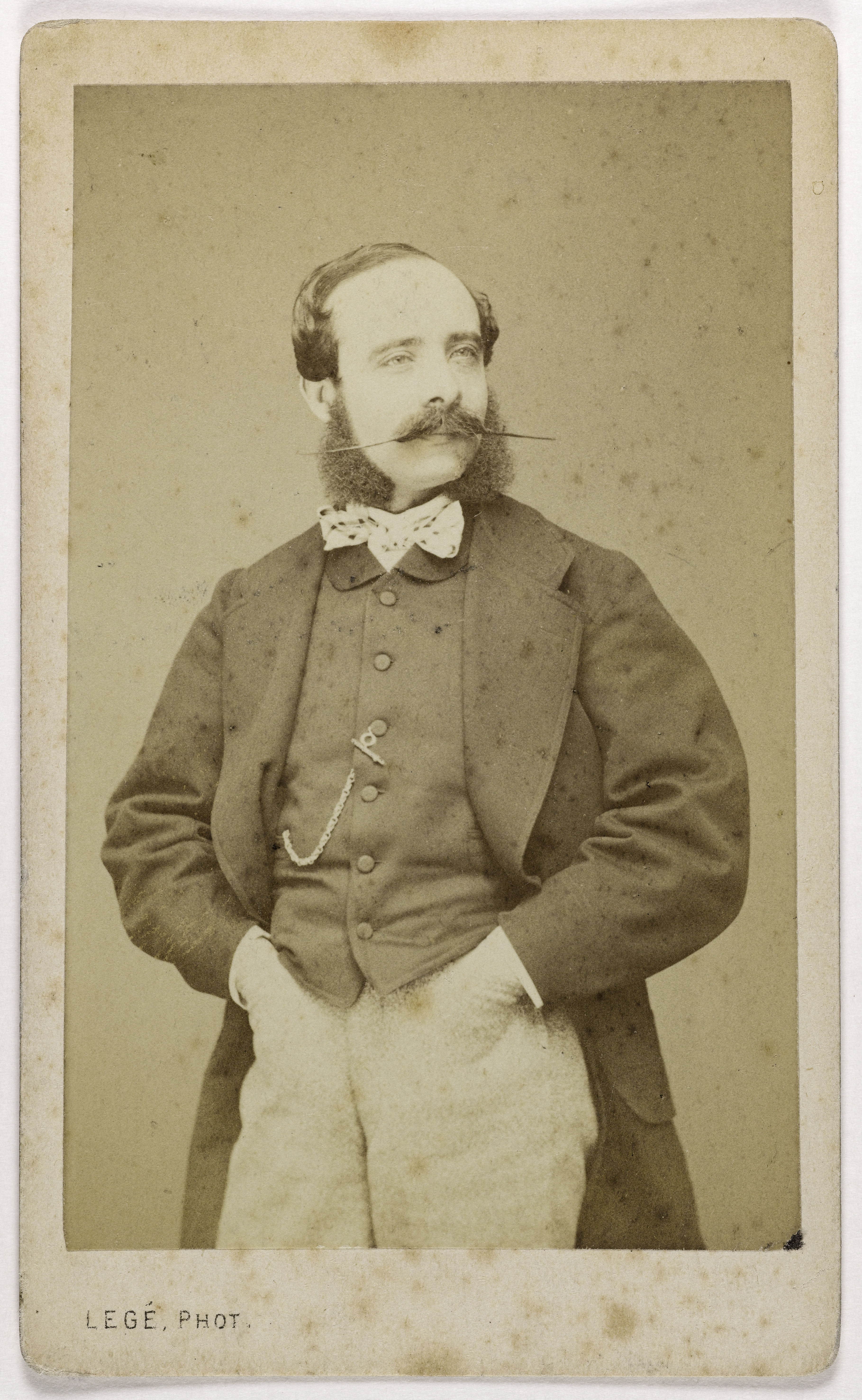
Adolphe Blanc

Adolphe Blanc (* 24. Juni 1828 in Manosque; † Mai 1885 in Paris) war ein französischer Geiger und Komponist.

## Leben
Adolphe Blanc, der schon als Kind als begabter Geiger auffiel, begann im Alter von dreizehn Jahren eine Violinausbildung am Pariser Konservatorium. Er studierte außerdem Komposition bei Fromental Halévy. Nach Abschluss seines Studiums engagierte ihn Léon Carvalho 1855 als Orchesterleiter an das Théâtre-Lyrique. Ab 1860 war er Geiger bei der Konzertvereinigung Orchestre de la Société des concerts du Conservatoire.
Neben seiner Tätigkeit als Orchestermusiker war Blanc als Komponist aktiv, wobei er sich vorrangig der Kammermusik widmete. Es entstanden unter anderem Streichtrios, -quartette und -quintette, fünfzehn Klaviertrios, Klavierquartette und -quintette. 1862 zeichnete ihn die Académie des Beaux-Arts mit dem Prix Chartier aus.
Seine Kammermusik orientiert sich an den Werken der Klassik, was vom damaligen Publikum geschätzt wurde. So wurden seine Werke lange Zeit als „gehobene Salonmusik“ abgetan und erst in neuerer Zeit wiederentdeckt. Sein bekanntestes Werk ist heute das Septett E-Dur für Bläser und Streicher (op. 40), das mehrere Ensembles im Repertoire haben und von dem mehrere Plattenaufnahmen existieren.